# 너는 다시 고향에 돌아갈 수 없다
《너는 다시 고향에 돌아갈 수 없다》(You Can’t Go Home Again)는 토머스 울프의 1940년 장편소설이다. 작자의 유고(遺稿)를 정리·편집하여 출판한 자전소설(自傳小說). 1929년의 처녀작이 성공한 후, 조지 웨버는 런던이나 독일에 건너가 작가로서 독립하여 간다. 그가 기대한 독일은 히틀러가 지배하는 야만적인 전체주의 때문에 실망하고, 귀국 후 위대한 불멸의 국가는 미국의 재발견에 있다고 생각한다. 조국에의 신뢰감이 작품의 주조(主調)를 이루고 있다.